# Tom Karen
Tom Karen, plným jménem Thomas Josef Derrick Paul Karen, (20. března 1926 Vídeň – 31. prosince 2022) byl britský automobilový konstruktér. Narodil se ve Vídni a později žil v Brně, kde docházel do školy. V roce 1939 s rodinou Československo opustil a v roce 1942 se usadil ve Spojeném království, kde studoval na Loughborough College. Později pracoval například pro Davida Oglea či firmu Hotpoint. Po Ogleově smrti v roce 1962 se stal ředitelem společnosti Ogle Design, v níž zůstal až do roku 1999. V roce 2010 vydal knihu Ogle & The Bug.

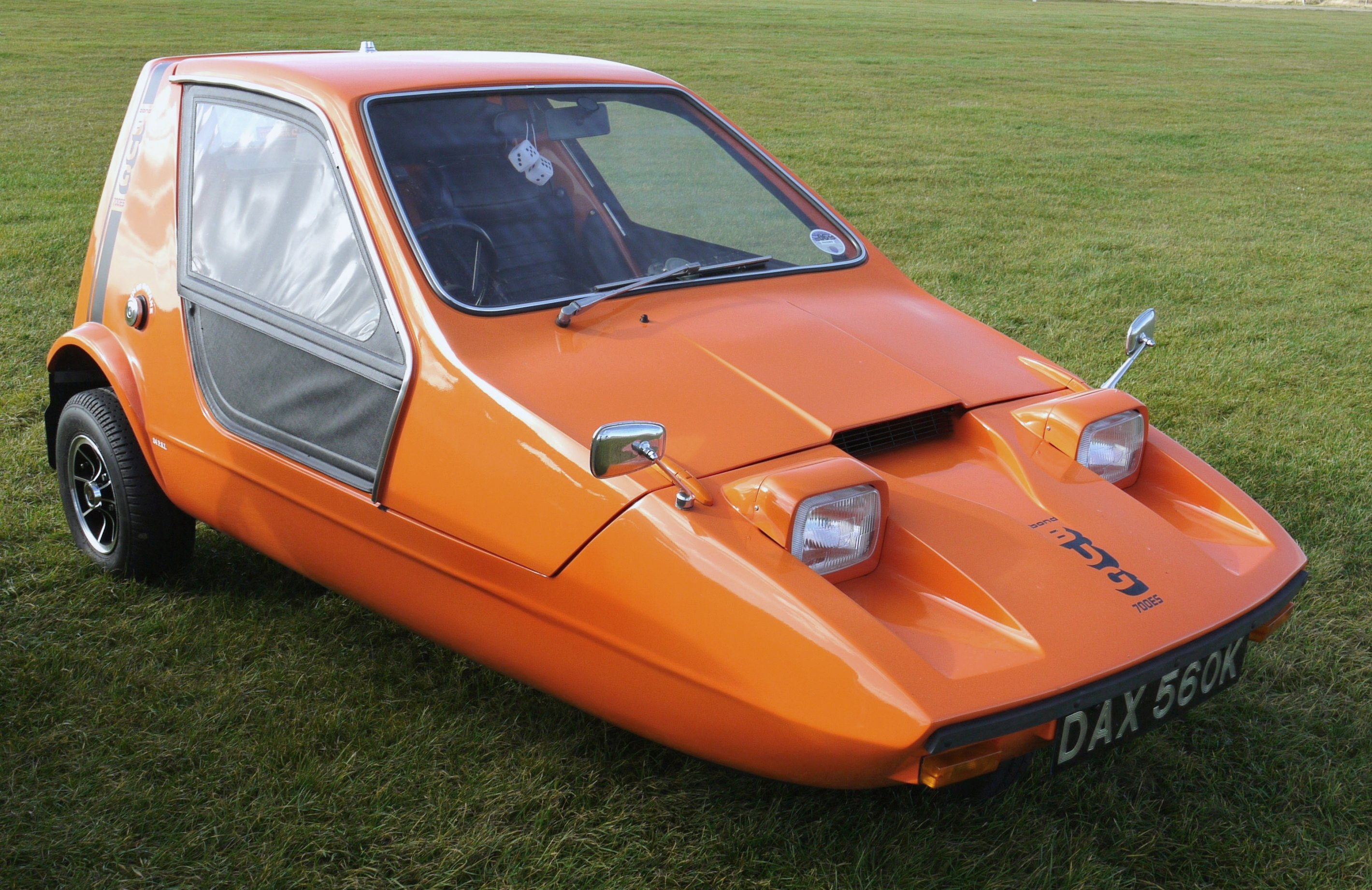
Vůz Bond Bug 3 Wheeler, navržený Tomem Karenem a vyráběný v letech 1970 až 1974